# Princess Connect! Re:Dive (Computerspiel)
Princess Connect! Re:Dive (プリンセスコネクト！Re:Dive Purinsesu Konekuto! Ridaibu) ist ein Action-Rollenspiel des japanischen Spieleentwicklers und Publishers Cygames, welches am 15. Februar 2018 für Android- und iOS-Geräte in Japan veröffentlicht wurde.
Zwischenzeitlich wurde das Spiel in Hongkong, Taiwan, Macau, der Volksrepublik China und in Südkorea in den jeweiligen Amtssprachen veröffentlicht. Das Spiel erfuhr im Jahr 2018 eine Umsetzung als Web-Manga und 2020 als Anime-Fernsehserie.

## Entwicklungsgeschichte und Veröffentlichung
Im August des Jahres 2016 wurde das Spiel vom Spieleentwickler Cygames als Fortsetzung für das im Jahr zuvor veröffentlichte Princess Connect! angekündigt. Die Server für Princess Connect wurden im Juni 2016 eingestellt. Dabei wurde Cygames von CyberAgent bei der Entwicklung unterstützt.
Die Spielemusik wurde von Kōhei Tanaka, welcher ebenfalls an mehreren Spielen des Sakura-Wars-Franchise mitwirkte, komponiert, während Wit Studio, bekannt durch Attack on Titan, die Animationen anfertigte. Das Drehbuch wurde von Akira geschrieben. Es wurde angekündigt, dass alle Charaktere aus dem Vorgänger Princess Connect! in Princess Connect! Re:Dive zurückkehren werden. Diese werden von bekannten Synchronsprecherinnen (Seiyū) wie Saori Hayami und Kana Hanazawa gesprochen.
Im Juli 2017 startete Cygames die Vorregistrierungsphase für das Handyspiel. Allerdings wurde eine geplante Veröffentlichung im Jahr 2017 mehrfach verschoben, sodass Princess Connect! Re:Dive schließlich Mitte Februar 2018 offiziell veröffentlicht wurde.
Anfang Dezember 2020 kündigte Crunchyroll Games an, das Smartphone-Spiel weltweit zu veröffentlichen.

## Spielprinzip
Princess Connect! Re:Dive ist ein Echtzeit-Action-Rollenspiel. Die Spieler können Truppen bestehend aus fünf Charakteren zusammenstellen und in verschiedenen Modi, wie den Story-Modus oder gegen andere Spieler, antreten. Neue Charaktere können durch Gacha-Mechanik oder das Sammeln von Charakter-Fragmenten freigeschaltet werden, wobei letzteres nicht für Event-Charaktere möglich ist.
Spieler können auch Clans gründen, um sich an Clan-Kämpfen, die Raid-Kämpfen in anderen MMORPGs entsprechen, teilnehmen zu können. Spieler können auch miteinander frei chatten.
Jeder spielbare Charakter hat einen starken Spezialangriff, genannt Union Burst, der manuell vom Spieler aktiviert werden kann, sobald sein Union-Burst-Meter vollständig aufgeladen ist. Zudem hat jeder Charakter zwei Fähigkeiten, die automatisch aktiviert werden, wobei der Zeitabstand bei jedem Charakter variiert, einen EX-Skill, welcher aufgebessert werden kann und zu Beginn eines Kampfes aktiviert wird, sowie einen regulären Angriff, der automatisch ausgeführt wird. Die Spieler haben, mit Ausnahme des Union Burst, keinen Einfluss auf die Aktivierung sämtlicher anderer Fertigkeiten. Im PvP-Modus finden Kämpfe gänzlich automatisiert statt. Das heißt, dass der Union Burst nach vollständigem Aufladen des Union-Burst-Meters automatisch aktiviert wird.

## Charaktere
Das Spiel umfasst mehr als 50 Charaktere.
Pecorine (ペコリーヌ, Pekorīnu)
Pecorine ist die Anführerin der Feinschmecker-Gilde und ein Mensch. Sie hat orangefarbenes Haar und blaue Augen. Markenzeichen ist ihr unstillbarer Appetit und ihre enorme Stärke. Ihr richtiger Name ist Eustiana von Astraea (ユースティアナ・フォン・アストライア Yūsutiana fon Asutoraia) und ist in Wirklichkeit eine Prinzessin.
Kokkoro (コッコロ)
Kokoro ist Mitglied der Feinschmecker-Gilde und stammt aus den Volk der Elfen. Sie hat kurzes weißes Haar und pinke Augen. Sie hat die Angewohnheit ihre Freunde und Kameradinnen mit der Endung „-sama“ (Meister) anzusprechen. Ihr kompletter Name ist Kokoro Natsume (棗 こころ Natsume Kokoro).
Cal (キャル, Kyaru)
Cal ist das dritte Mitglied der Feinschmecker-Gilde und eine Kemonomimi aus der Rasse der Biestmenschen. Ihr Charakter kann als Tsundere beschrieben werden. Cal hat eine scharfe Zunge. Sie zeigt sich stets taff, hat aber ein sanftes Herz. Da sie von ihren Eltern kaum beachtet wurde, fühlt sie sich oft einsam. Sie war zu Beginn eine Spionin, die beauftragt wurde, Pecorine zu ermorden. Sie freundet sich aber später mit ihr an. Cal hat die Kräfte eines Princess Knights, die ihr dabei hilft, Monster kontrollieren zu können. Ihr richtiger Name ist Kiruya Momochi (百地 希留耶 Momochi Kiruya).
Yui (ユイ)
Yui ist ein Mitglied Gilde Twinkle Wish, nachdem sie von Rei vor einer Bande Betrüger gerettet wurde. Ihr Wunsch ist es, stärker zu werden, weswegen sie einen Aushang an Auftragswand der Gilde geschrieben hat, in der sie nach Gleichgesinnten für eine Gilde sucht.
Rei (レイ)
Rei ist Mitglied der Twinkle-Wish-Gilde und stammt aus einer Rasse von Teufeln. Sie war zuvor eine starke Einzelkämpferin. Sie rettete Yui vor einer Gruppe Betrügern, die versucht haben, diese auszunehmen.
Hiyori (ヒヨリ)
Hiyori ist Mitglied der Gilde Twinkle Wish und stammt aus der Rasse der Biestmenschen. Nachdem sie, Rei und Yui eine Bande Betrüger in die Flucht schlagen konnten, schlug sie vor, eine Gilde zu gründen. Hiyori ist stets gut gelaunt und handelt meist ohne nachzudenken.
Shizuru (シズル)
Shizuku ist Mitglied der Gilde Labyrinth und ein Mensch. Sie lilafarbenes, langes Haar und blaue Augen. Shizuru hat einen fürsorglichen Charakter, kann aber auch streng und grausam sein, sollte dies die Situation verlangen.
Rino (リノ)
Rino ist ein Mitglied der Gilde Labyrinth und wie Shizuku ein Mensch. Sie hat schulterlanges, orangefarbenes Haar und grüne Augen. Ihre Waffe ist ein roter Bogen.

## Medien

### Web-Manga
Eine Umsetzung als Web-Manga wurde durch den Mangaka Asahiro Kakashi geschrieben und durch wEshica/Shōgo bebildert. Die Manga-Umsetzung erschien zunächst auf der Manga-App Cycomics und wurde später durch Kodansha im gedruckten Format veröffentlicht. Bis Februar 2019 erschienen zwei Bände im Tankōbon-Format.

### Anime-Fernsehserie
Am 15. Februar 2019 wurde eine Umsetzung als Anime-Fernsehserie angekündigt. Die Serie entsteht im Animationsstudio CygamesPictures, das zu Cygames gehört, unter der Regie von Takaomi Kanasaki, der bereits Serien wie KonoSuba und Is this a Zombie? produzierte. Die erste Episode wurde am 6. April 2020 im japanischen Fernsehen gezeigt.

### In anderen Medien
Mehrere Charaktere aus Princess Connect! Re:Dive wurden in einem Crossover-Event im Spiel Granblue Fantasy, der vom 9. bis zum 21. Dezember 2018 lief, gefeatured. Kokkoro und Pecorine sind zwischenzeitlich spielbare Charaktere in Granblue Fantasy während Kyuaru zunächst als Non-Player-Charakter in der Event-Story zu sehen war. Das Event wurde 2019 wiederholt, wodurch Kyaru als spielbarer Charakter freigeschaltet werden konnte.